# Eduard Bajet
Eduard Bajet i Royo (Barcelona, 1949) es un abogado español, catedrático de Derecho de la Universidad de Barcelona que ha sido magistrado del Tribunal Superior de Justicia de Cataluña. Es autor de diversos estudios jurídicos, director de la colección "Textos Jurídics" de la Editorial Bosch y patrón de la Fundación Jaume Callís, dedicada a la edición de textos de derecho histórico catalán. Ostenta el título de cónsul honorario en Barcelona de la República de Togo. En 2007 le fue concedida la Creu de Sant Jordi. El reconocimiento fue fruto de su reconocida tarea como asesor en materia jurídica, económica, social y cultural.

## Obras
- La forma del matrimonio en el proyecto de revisión del "Codex Iuris Canonici" (1977)
- La jurisprudencia sobre el divorcio derivada de los decretos de la Generalidad de Cataluña (1936) (1980)
- La forma matrimonial en la jurisprudencia (Interpretación que da la Rota Romana en el decenio 1967-1977) (1980)
- Acuerdos entre la Generalidad de Cataluña y la Iglesia Católica (1983)